# Abade (Irán)

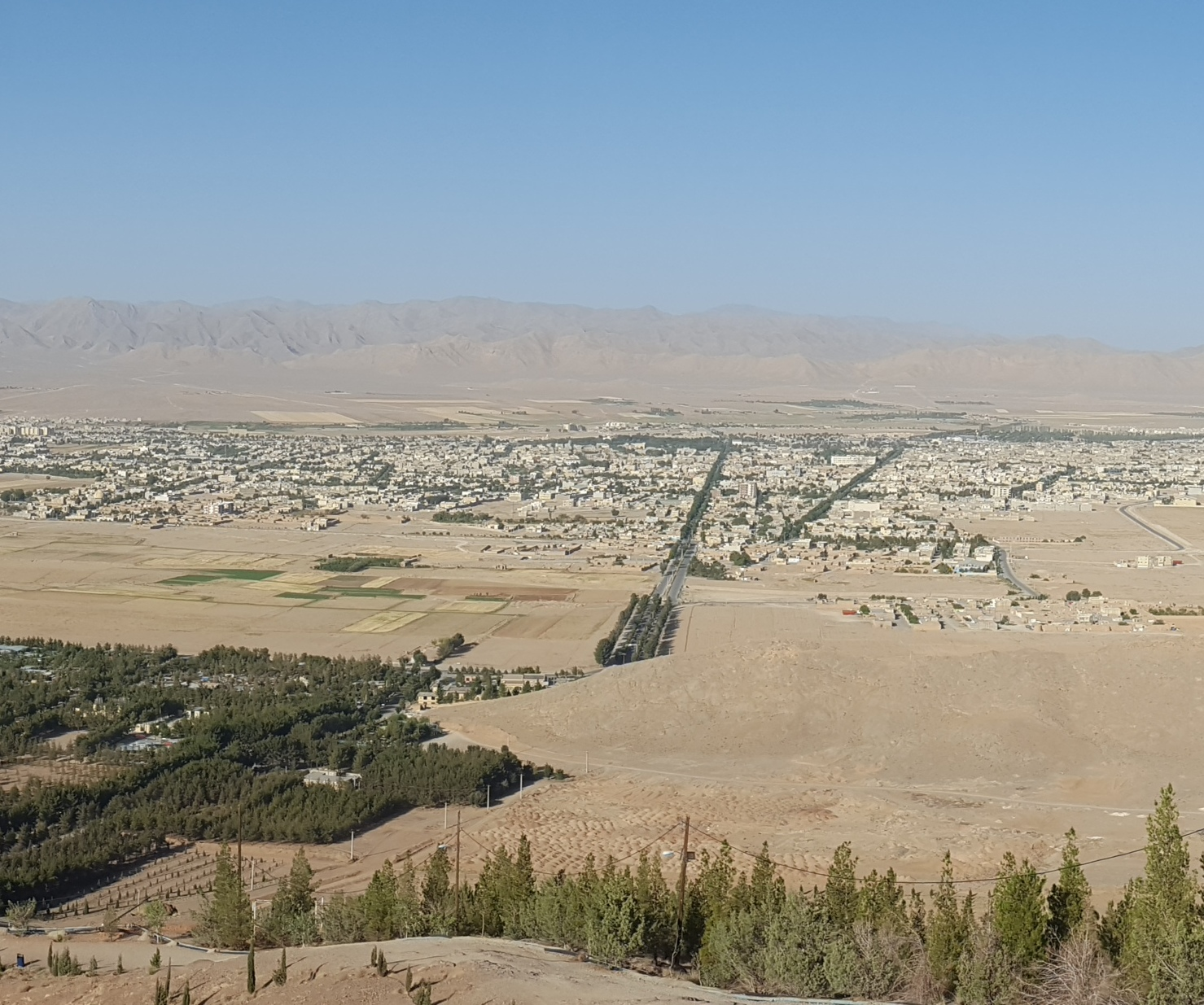
Vista panorámica de Abade.

Abade o Abada (آباده) es una ciudad iraní, situada en la provincia de Fars, en una elevación a 2.011 m de altitud sobre una fértil llanura, a medio camino entre Isfahán y Shiraz. En 2004 la población estimada era de 58.200 personas. Es la capital del distrito Abadeh-Eghlid, que es famoso por sus tallas sobre madera de peral y boj. También destaca como centro comercial de la zona, con alfombras de reconocida calidad, así como el aceite de sésamo y de ricino.
Véase también: Alfombra de Abadeh